# Erik Severin
Erik Oskar Severin (ur. 18 lipca 1879 w Sztokholmie, zm. 15 listopada 1942 tamże) – szwedzki curler, reprezentant kraju. Zdobył srebrny medal na igrzyskach olimpijskich w 1924 w Chamonix, miał wówczas 42 lat. Zagrał w jednym meczu tych zawodów – 29 stycznia przeciwko Wielkiej Brytanii, która wygrała 38:7. Grał w klubie Kronprinsens Curlingklubb ze Sztokholmu.

## Drużyna
|          | Czwarty               | Trzeci       | Drugi       | Otwierający        |
| -------- | --------------------- | ------------ | ----------- | ------------------ |
| ZIO 1924 | Carl Wilhelm Petersén | Erik Severin | Ture Ödlund | Victor Wetterström |